# Маркус, Адам (математик)
Адам Уэйд Маркус (англ. Adam Wade Marcus; род. в августе 1979) — американский математик, доцент прикладной математики на кафедре Принстонского университета. Вместе с Дэниелем Спилменом и Нихилом Шриваставой, Маркус был награждён премией Пойи в 2014 году за положительное решение проблемы Кадисона–Зингера.

## Биография
Детство Маркуса прошло в городе Мариетта, штат Джорджия, работал интерном в Дарлингтонской школе. Он учился в Университете Вашингтона в Сент-Луисе для получения степени бакалавра наук, сдал несколько диссертаций под руководством Прасада Тетали в Технологическом институте Джорджии. После его окончания в 2008 году он четыре года работал ассистентом Гиббса по прикладной математике в Йельском университете. В 2012 году Маркус основал аналитическую компанию «Crisply», расположенная в Бостоне. Адам выпускник Колледжа летних исследований в Хэмпшире.

## Награды и отличия
- В 2003—2004 годах Маркус учился по программе Фулбрайта в Венгрии[10].
- В 2008 году его наградили премией Кёнига от Общества промышленной и прикладной математики[англ.] за решение гипотезы Стэнли–Вилфы[англ.][7][11][12].
- Команда, состоящая из Маркуса, Спилмена и Шриваставы была удостоена премии Пойи за решение проблемы Кадисона-Зингера[13][14].
- 26 сентября 2013 Маркус выступал с докладом на конгрессе в Атланте, Джорджия[15].
- Он был докладчиком на Международном конгрессе математиков 2014 года в Сеуле, Южная Корея[16].
- Michael and Sheila Held Prize (2021)[17]